# Ziegelberg (Naturschutzgebiet)
Ziegelberg ist ein mit Verordnung des Regierungspräsidiums Karlsruhe vom 16. Dezember 1994 ausgewiesenes Naturschutzgebiet mit der Nummer 2.185. 

## Lage
Das Naturschutzgebiet befindet sich im Naturraum Obere Gäue und liegt südöstlich der Stadt Nagold. Es ist weitgehend deckungsgleich mit dem Vogelschutzgebiet Nr. 7418-401 Ziegelberg und ist Teil des FFH-Gebiets Nr. 7418-341 Nagolder Heckengäu.

## Schutzzweck
Laut Verordnung ist der Schutzzweck die Erhaltung, Entwicklung und Pflege der naturnahen, reich strukturierten Landschaft des Nagold-Heckengäu als Lebensraum typischer spezialisierter Tier- und Pflanzenarten. Insbesondere sollen die vielfältigen Trockengebietstypen und Heckenkomplexe mit den darin lebenden seltenen und geschützten Tier- und Pflanzenarten geschützt werden. Schutzzweck ist ferner die Erhaltung und Entwicklung des Steinbruchs mit seinen senkrechten, offenen Felswänden und den Pionierstandorten, ferner die Erhaltung der Kiefern-Fichten-Mischbestände sowie die Erhaltung und Förderung extensiver Offenlandbereiche im Umfeld des Kiefern-Fichten-Tannen-Bestandes im Südosten des Schutzgebietes.

## Flora und Fauna
In den Halbtrockenrasen des Schutzgebiets kommen die folgenden typischen Pflanzenarten vor: Gewöhnliche Kuhschelle, Kreuz-Enzian, Golddistel, Dornige Hauhechel und Kartäusernelke. Auf den feinerdearmen Pionierflächen des Gebiets wächst das seltene Rosmarin-Weidenröschen. Es kommt die stark gefährdete Rotflüglige Schnarrschrecke vor und man kann die Laubholz-Säbelschrecke finden, die in mehreren Bundesländern Deutschlands auf der Roten Liste steht. Im Sommer ist auf den Wacholderheiden und in den Kiefernwäldern den Gesang der seltenen Bergzikade zu hören. In den steilen Steinbruchwänden brütet der Wanderfalke.